# (213727) 2002 VF92
2002 في أف 92 (ويعرف أيضًا باسم (213727) 2002 في أف 92 وفق تسمية الكوكب الصغير) (بالإنجليزية: 2002 VF92)‏ هو كويكب ضمن حزام الكويكبات؛ وترتيبه 213727 من حيث الاكتشاف.
اكتُشف هذا الجُرم الفلكي بواسطة جيمس ويتني يونغ في 13 نوفمبر 2002.

## وصلات خارجية
- (213727) 2002 VF92 في قاعدة بيانات مختبر الدفع النفاث لأجرام النظام الشمسي الصغيرة

- الاكتشاف · مخطط المدار ·  العناصر المدارية · المعلمات المادية

- (213727) 2002 VF92 على موقع ويكي سكاي: DSS2, SDSS, GALEX, IRAS, Hydrogen α, X-Ray, Astrophoto, Sky Map, Articles and images